# باتريسيا هيريرا
باتريسيا هيريرا (بالإسبانية: Patricia Herrera Fernández)‏ هي لاعبة كرة الماء إسبانية، ولدت في 9 فبراير 1993 في مدريد في إسبانيا.

## وصلات خارجية
- باتريسيا هيريرا على موقع الاتحاد الدولي للسباحة (الإنجليزية)
- باتريسيا هيريرا على موقع اللجنة الأولمبية الدولية (الإنجليزية)
- باتريسيا هيريرا على موقع أوليمبيديا (الإنجليزية)